# Centro Internacional de Producción Limpia Lope
Das Centro Internacional de Producción Limpia Lope bzw. Centro Lope ist ein Berufsbildungszentrum in Pasto, Kolumbien.

## Lage
Das Centro Lope befindet sich am nordöstlichen Stadtrand von Pasto, in einer ländlichen, von Wäldern und Feldern umgebenen Gegend. Es erstreckt sich über etwa 1 km² und beinhaltet Einrichtungen wie Laboratorien, Weiher und landwirtschaftliche Flächen, die zu Bildungs- und Forschungszwecken genutzt werden. Die Umgebung dient der praxisorientierten Ausbildung und wissenschaftlichen Experimente im Bereich Landwirtschaft und Umweltschutz. Im Süden wird das Centro Lope durch die Ruta Nacional 10, im Osten durch die Ortschaft Buesaquillo, im Norden durch ein Umspannwerk und im Westen durch das Stadtviertel Barrio La Carolina und Landwirtschaftszonen (Ecosistemas del Oriente Pasto) begrenzt.

## Organisation
Das Centro Lope existiert seit einigen Jahrzehnten. 2023 eröffnete der Servicio Nacional de Aprendizaje (SENA) das Centro Lope mit einer neuen Infrastruktur für 3000 Auszubildende pro Jahr. Die Einrichtung umfasst einen Speisesaal, Bibliothek, Sportbereich, Verwaltungsbüros und ein Wohnheim für 52 Jugendliche. Die Bauarbeiten kosteten rund 3,8 Milliarden kolumbianische Pesos.